# Vagnhärads kyrka
Vagnhärads kyrka är en kyrkobyggnad som ligger på en kulle centralt i Vagnhärad och tillhör Trosa församling.

## Kyrkobyggnaden
Kyrkobyggnaden är en enskeppig salkyrka med ett rakt avslutat kor som har samma bredd som långhuset. En sakristia är tillbyggd i norr och ett torn är tillbyggt i väster. Kyrkan är uppförd i natursten och täckt med puts. Långhuset och koret täcks av ett sadeltak. Tornet kröns av en huv med lanternin. Invändigt är kyrkorummets tak försett med tre stjärnvalv. Tornets bottenvåning är välvt med ett tunnvalv. Några spår av kalkmålning finns inte bevarade.

## Historik
Vagnhärads kyrka började byggas vid 1200-talets slut. Under 1300-talet byggdes sakristian till, norr om koret. Under 1400-talet försågs innertaket med valv och tornet uppfördes. När det numera rivna vapenhuset uppfördes är oklart. 23 mars 1817 blåste tornspiran ner. Först 1837 fick tornet nuvarande låga tornhuv ritad av Jacob Wilhelm Gerss. Samtidigt genomgick kyrkan en grundlig renovering då vapenhuset revs och fönstren förstorades. Många medeltida inventarier avlägsnades från kyrkorummet och stoppades undan på kyrkvinden, där en del av dessa förstördes. 1927 restaurerades kyrkan invändigt och man försökte då återställa den vackra interiören. De gamla prydnadsföremålen togs ned från vinden och sattes åter upp i kyrkorummet. Även 1956 ägde en restaurering rum under ledning av Martin Westerberg. 1975 putsades kyrkan om under ledning av arkitekt Uno Söderberg. 1989 byggdes en handikappramp vid entrén och 1991 gjordes vissa förändringar i koret för att bereda plats för den nya kororgeln. Bland annat flyttades då dopfunten närmare altaret.

## Inventarier
- Dopfunten är från 1100-talets senare del och kan möjligen vara ett verk av en elev till Sighraf.
- En medeltida altarskåp finns över ingången till sakristian.
- En madonnaskulptur är från 1400-talets andra hälft.
- Triumfkrucifixet är svenskt arbete från omkring 1500.
- Predikstolen skänktes 1687 till kyrkan, utförd av bildhuggare Anders Lignario och målare Erik Hwass.
- Nuvarande altartavla med flankerande änglar skänktes 1715 till kyrkan.

### Orgel
- 1838 flyttas troligen en orgel hit från Frimurarlogen, Stockholm. Den var byggd på 1780-talet av Olof Schwan, Stockholm. Det sattes upp av orgelbyggaren och organisten Johan Eric Westrell, Sorunda.
- 1873 bygger Erik Adolf Setterquist, Örebro, en orgel med 6 stämmor. Den blev besiktigad av organisten Carl Wilhelm Westrell (f. 1823, son till Johan Eric Westrell), Sorunda, och blev invigd midsommardagen 1873.[1]
- Den nuvarande orgeln är byggd 1947 av Åkerman & Lund, Stockholm och är en pneumatisk orgel. Den har en fri kombination och ett tonomfång på 56/30.

| Huvudverk I         | Svällverk II      | Pedal      | Koppel    |
| Borduna 16´ B/D     | Rörgedackt 8´     | Subbas 16´ | I/P       |
| Principal 8´        | Salicional 8´     | Gedackt 8´ | II/P      |
| Rörflöjt 8´         | Principal 4´      |            | II/I      |
| Oktava 4´           | Gemshorn 4'       |            | I 4'/I    |
| Flûte Octaviante 4' | Nasard 2 2/3'     |            | II 16'/II |
| Mixtur 3 chor       | Blockflöjt 2'     |            | II 4'/P   |
|                     | Corno 8'          |            |           |
|                     | Tremulant         |            |           |
|                     | Crescendosvällare |            |           |

## Omgivning
Närmsta granne är prästgården. På kyrkogården ligger ett gravkapell som uppfördes 1953 efter Martin Westerbergs ritningar.

## Bilder

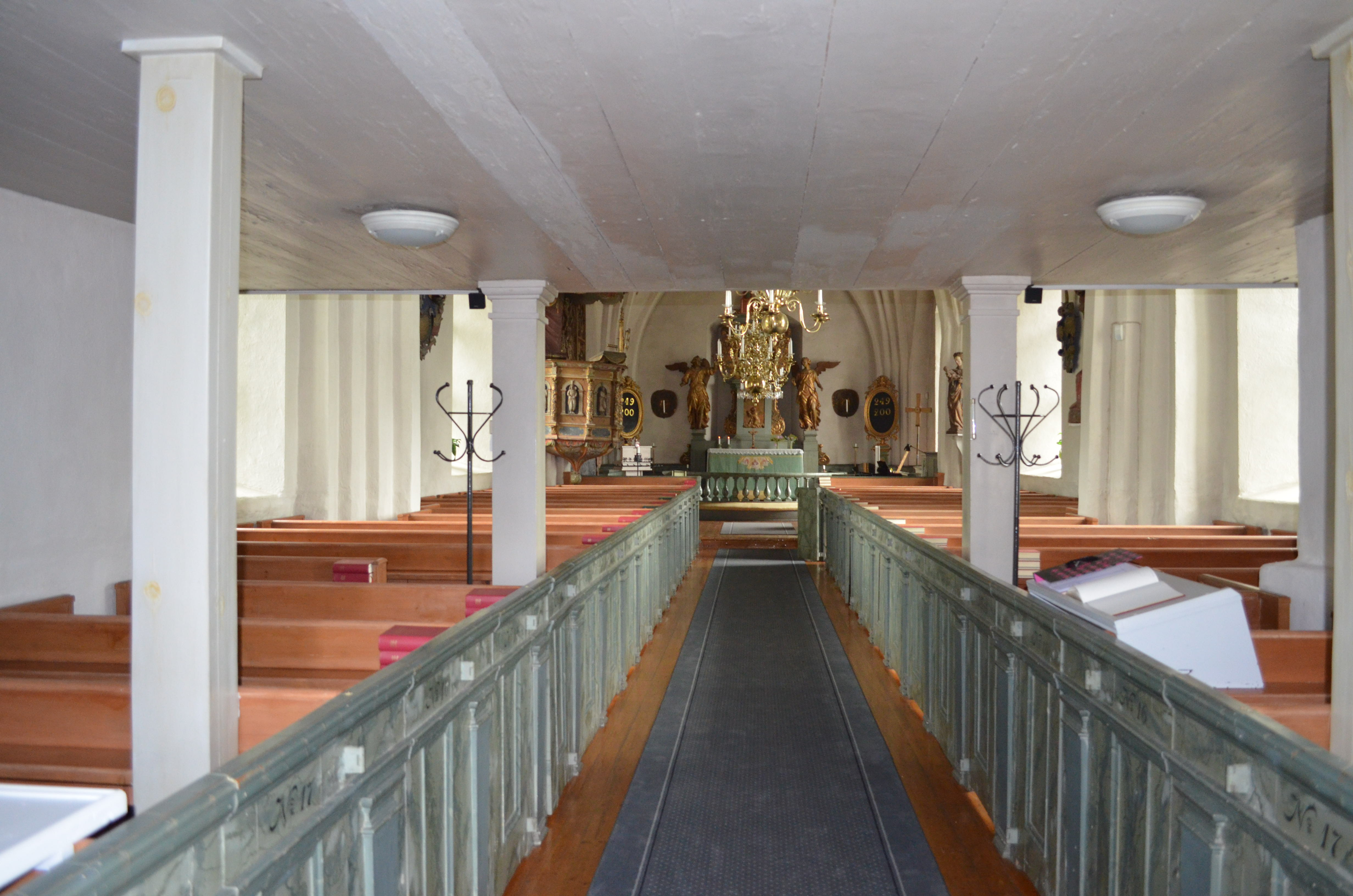
Vagnhärads kyrkas kyrksal
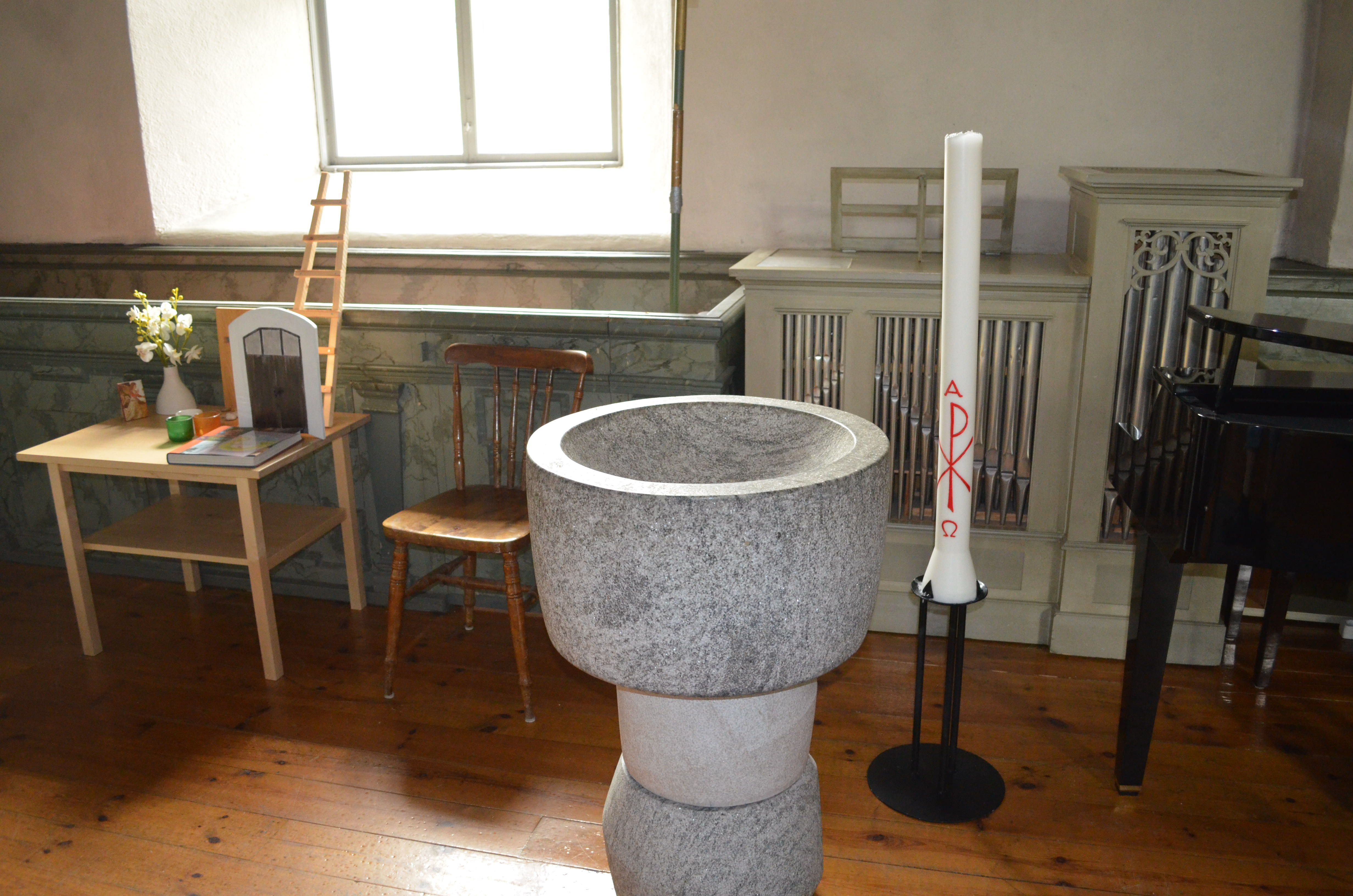
Vagnhärads kyrkas dopfunt
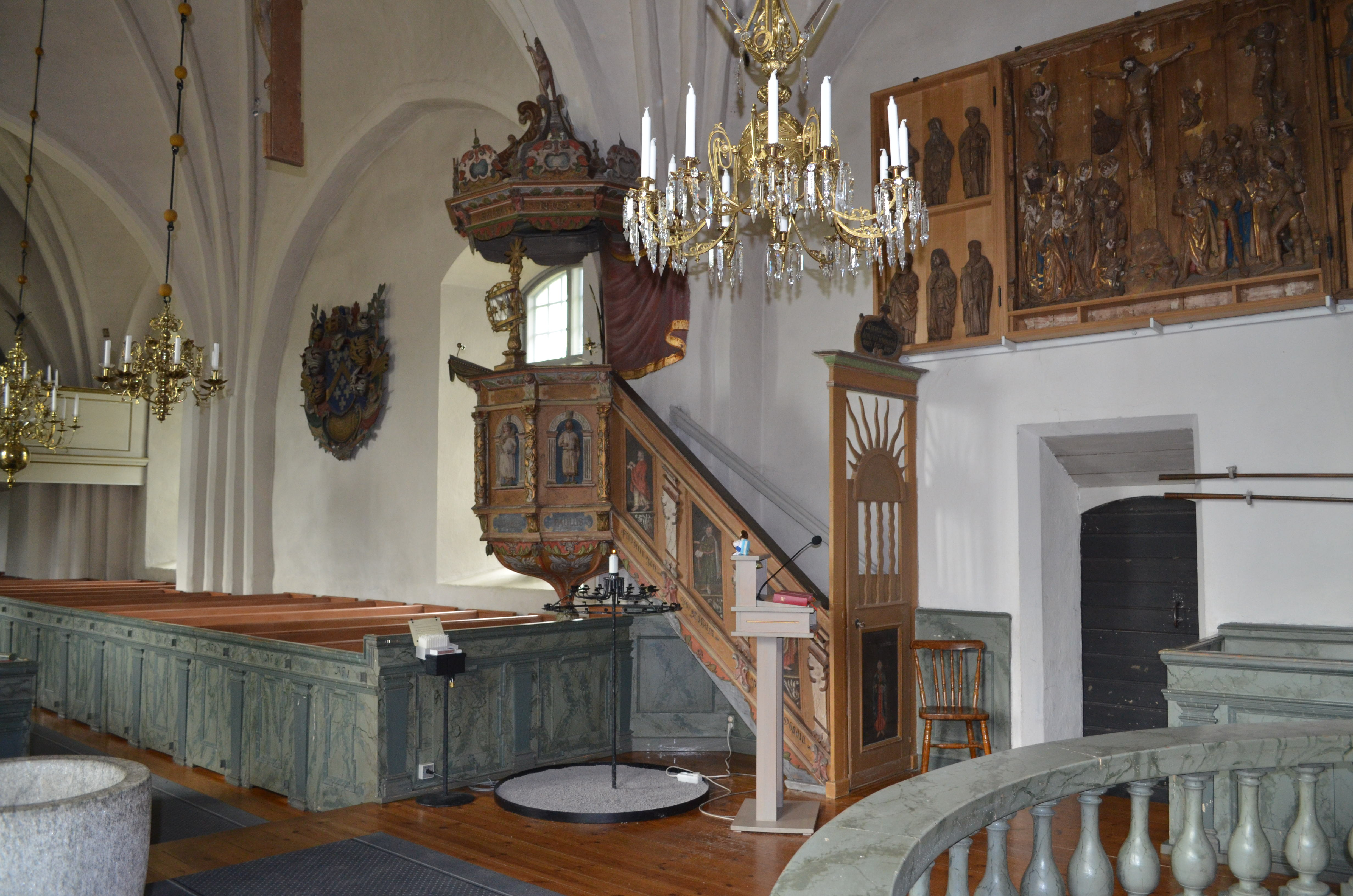
Vagnhärads kyrkas predikstol
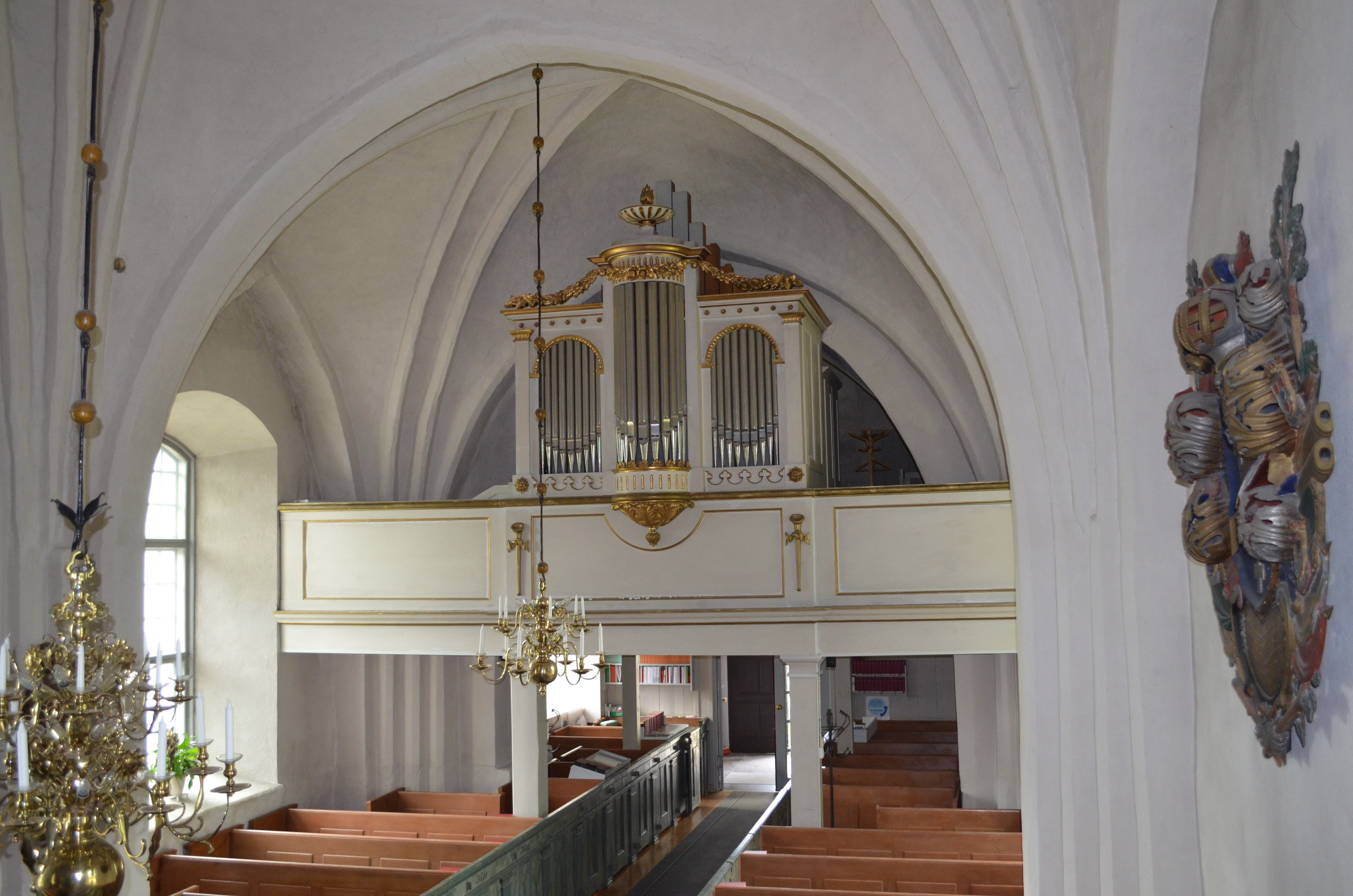
Vagnhärads kyrkas kyrkorgel
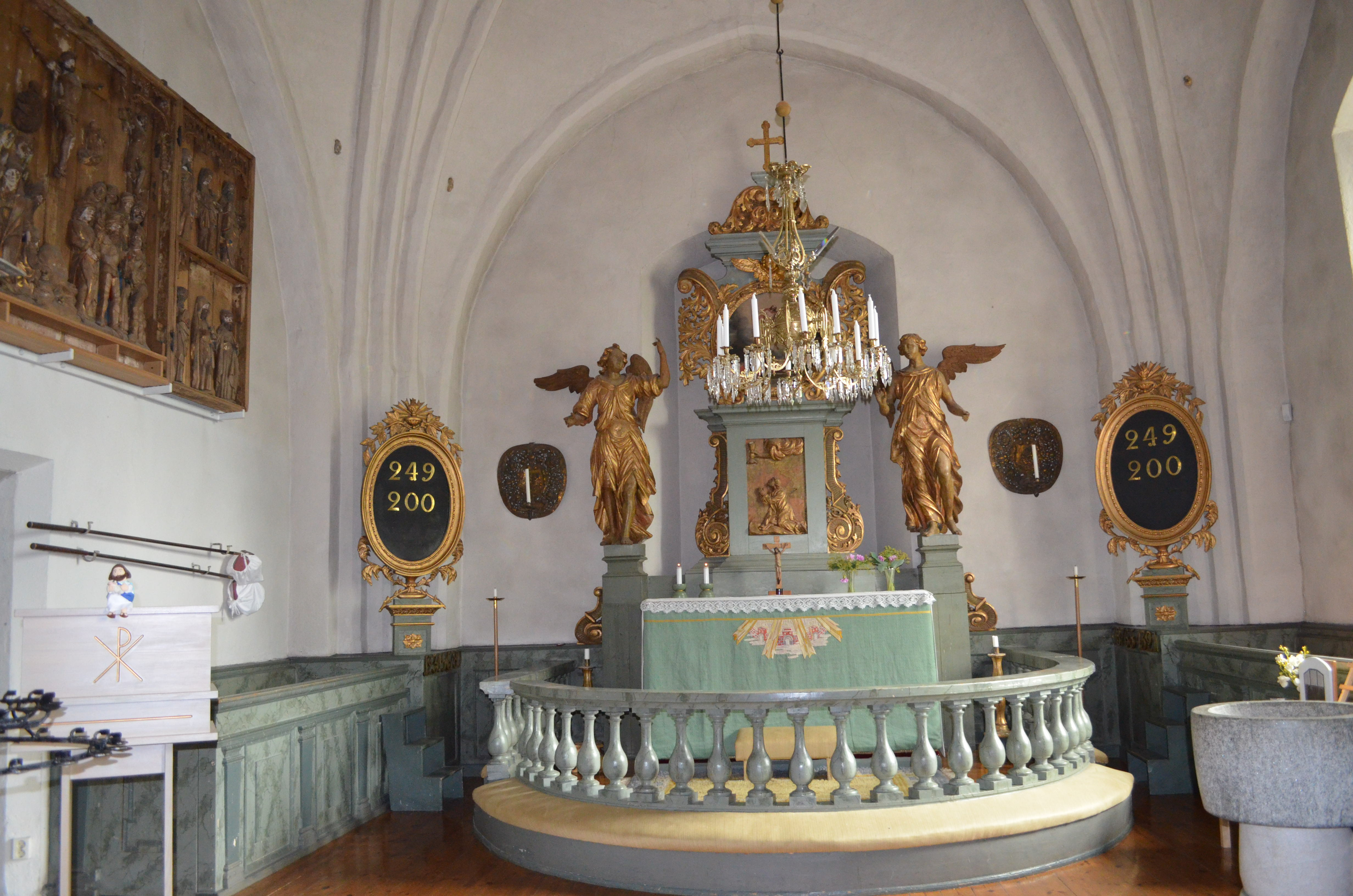
Vagnhärads kyrkas altare

### Webbkällor
- anläggningspresentation
- Svenska Turistföreningens årsskrift 1910 (Här finns en föreckning över kyrkans inventarier från den tid då många av dessa förvarades uppe på kyrkvinden.)